# Saltatio Mortis/Diskografie
Diese Diskografie ist eine Übersicht über die musikalischen Werke der deutschen Mittelalter-Rock-Band Saltatio Mortis. Ihre erfolgreichste Veröffentlichung ist das zehnte Studioalbum Zirkus Zeitgeist mit über 100.000 verkauften Einheiten.

## Alben

### Studioalben
| Jahr | Titel Musiklabel                                                                                    | Höchstplatzierung, Gesamtwochen, AuszeichnungChartplatzierungen (Jahr, Titel, Musiklabel, Platzierungen, Wochen, Auszeichnungen, Anmerkungen) | Höchstplatzierung, Gesamtwochen, AuszeichnungChartplatzierungen (Jahr, Titel, Musiklabel, Platzierungen, Wochen, Auszeichnungen, Anmerkungen) | Höchstplatzierung, Gesamtwochen, AuszeichnungChartplatzierungen (Jahr, Titel, Musiklabel, Platzierungen, Wochen, Auszeichnungen, Anmerkungen) | Anmerkungen |
| Jahr | Titel Musiklabel                                                                                    | DE | AT | CH | Anmerkungen |
| ---- | --------------------------------------------------------------------------------------------------- | --- | --- | --- | --- |
| 2001 | Tavernakel Eigenvertrieb                                                                            | — | — | — | Erstveröffentlichung: 28. Mai 2001                                                                                             |
| 2002 | Das zweite Gesicht Napalm Records                                                                   | — | — | — | Erstveröffentlichung: 2. September 2002                                                                                        |
| 2003 | Heptessenz – Marktmusik des Mittelalters Saltatio Mortis Produktion                                 | — | — | — | Erstveröffentlichung: 2. April 2003                                                                                            |
| 2004 | Erwachen Napalm Records                                                                             | — | — | — | Erstveröffentlichung: 26. Januar 2004                                                                                          |
| 2005 | Des Königs Henker Napalm Records                                                                    | DE54 (1 Wo.)DE | — | — | Erstveröffentlichung: 29. August 2005                                                                                          |
| 2007 | Aus der Asche Napalm Records                                                                        | DE29 (2 Wo.)DE | — | — | Erstveröffentlichung: 31. August 2007                                                                                          |
| 2009 | Wer Wind sæt Napalm Records                                                                         | DE10 (4 Wo.)DE | — | — | Erstveröffentlichung: 28. August 2009                                                                                          |
| 2011 | Sturm aufs Paradies Napalm Records                                                                  | DE3 (5 Wo.)DE | AT60 (1 Wo.)AT | CH84 (1 Wo.)CH | Erstveröffentlichung: 2. September 2011                                                                                        |
| 2013 | Das schwarze IxI Napalm Records                                                                     | DE1 (5 Wo.)DE | AT25 (1 Wo.)AT | CH44 (1 Wo.)CH | Erstveröffentlichung: 16. August 2013                                                                                          |
| 2015 | Zirkus Zeitgeist / Zirkus Zeitgeist – Ohne Strom und Stecker Napalm Records • Vertigo Records (UMG) | DE1 Gold · (23 Wo.)DE | AT9 (2 Wo.)AT | CH13 (3 Wo.)CH | Erstveröffentlichung: 14. August 2015 (Studioalbum) Erstveröffentlichung: 27. November 2015 (Akustikalbum) Verkäufe: + 100.000 |
| 2018 | Brot und Spiele / Brot und Spiele – Klassik & Krawall Vertigo Records (UMG)                         | DE1 (26 Wo.)DE | AT8 (4 Wo.)AT | CH6 (3 Wo.)CH | Erstveröffentlichung: 17. August 2018 (Studioalbum) Erstveröffentlichung: 22. März 2019 (Klassik-/Livealbum)                   |
| 2020 | Für immer frei Vertigo Records (UMG)                                                                | DE1 (19 Wo.)DE | AT11 (2 Wo.)AT | CH11 (3 Wo.)CH | Erstveröffentlichung: 9. Oktober 2020                                                                                          |
| 2024 | Finsterwacht Prometheus Records (RTD)                                                               | DE1 (3 Wo.)DE | AT5 (1 Wo.)AT | CH13 (1 Wo.)CH | Erstveröffentlichung: 7. Juni 2024                                                                                             |

### Livealben
| Jahr | Titel Musiklabel                                                                       | Höchstplatzierung, Gesamtwochen, AuszeichnungChartplatzierungen (Jahr, Titel, Musiklabel, Platzierungen, Wochen, Auszeichnungen, Anmerkungen) | Höchstplatzierung, Gesamtwochen, AuszeichnungChartplatzierungen (Jahr, Titel, Musiklabel, Platzierungen, Wochen, Auszeichnungen, Anmerkungen) | Höchstplatzierung, Gesamtwochen, AuszeichnungChartplatzierungen (Jahr, Titel, Musiklabel, Platzierungen, Wochen, Auszeichnungen, Anmerkungen) | Anmerkungen                                                                        |
| Jahr | Titel Musiklabel                                                                       | DE | AT | CH | Anmerkungen                                                                        |
| ---- | -------------------------------------------------------------------------------------- | --- | --- | --- | ---------------------------------------------------------------------------------- |
| 2005 | Manufactum Saltatio Mortis Produktion                                                  | — | — | — | Erstveröffentlichung: 31. Januar 2005                                              |
| 2010 | Manufactum II Saltatio Mortis Produktion                                               | DE25 (1 Wo.)DE | — | — | Erstveröffentlichung: 30. April 2010                                               |
| 2011 | 10 Jahre wild und frei Napalm Records                                                  | DE21 (1 Wo.)DE | — | — | Erstveröffentlichung: 1. April 2011                                                |
| 2013 | Manufactum III Napalm Records                                                          | DE16 (2 Wo.)DE | — | — | Erstveröffentlichung: 5. April 2013                                                |
| 2016 | Zirkus Zeitgeist – Live aus der Großen Freiheit Napalm Records • Vertigo Records (UMG) | DE*DE | — | — | Erstveröffentlichung: 1. April 2016 * Verkäufe werden dem Studioalbum hinzuaddiert |

### Kompilationen
| Jahr | Titel Musiklabel                                    | Höchstplatzierung, Gesamtwochen, AuszeichnungChartplatzierungen (Jahr, Titel, Musiklabel, Platzierungen, Wochen, Auszeichnungen, Anmerkungen) | Höchstplatzierung, Gesamtwochen, AuszeichnungChartplatzierungen (Jahr, Titel, Musiklabel, Platzierungen, Wochen, Auszeichnungen, Anmerkungen) | Höchstplatzierung, Gesamtwochen, AuszeichnungChartplatzierungen (Jahr, Titel, Musiklabel, Platzierungen, Wochen, Auszeichnungen, Anmerkungen) | Anmerkungen                         |
| Jahr | Titel Musiklabel                                    | DE | AT | CH | Anmerkungen                         |
| ---- | --------------------------------------------------- | --- | --- | --- | ----------------------------------- |
| 2016 | Licht & Schatten – Best of 2000–2014 Napalm Records | DE8 (4 Wo.)DE | AT52 (1 Wo.)AT | — | Erstveröffentlichung: 17. Juni 2016 |

## Singles

### Als Leadmusiker
| Jahr | Titel Album                                                        | Höchstplatzierung, Gesamtwochen, AuszeichnungChartplatzierungen (Jahr, Titel, Album, Platzierungen, Wochen, Auszeichnungen, Anmerkungen) | Höchstplatzierung, Gesamtwochen, AuszeichnungChartplatzierungen (Jahr, Titel, Album, Platzierungen, Wochen, Auszeichnungen, Anmerkungen) | Höchstplatzierung, Gesamtwochen, AuszeichnungChartplatzierungen (Jahr, Titel, Album, Platzierungen, Wochen, Auszeichnungen, Anmerkungen) | Anmerkungen                                                                      |
| Jahr | Titel Album                                                        | DE | AT | CH | Anmerkungen                                                                      |
| ---- | ------------------------------------------------------------------ | --- | --- | --- | -------------------------------------------------------------------------------- |
| 2003 | Falsche Freunde Erwachen                                           | — | — | — | Erstveröffentlichung: 27. Oktober 2003                                           |
| 2013 | Wachstum über alles Das schwarze IxI                               | DE40 (1 Wo.)DE | — | — | Erstveröffentlichung: 12. Juli 2013                                              |
| 2018 | Große Träume Brot und Spiele                                       | — | — | — | Erstveröffentlichung: 18. Mai 2018                                               |
| 2018 | Brunhild Brot und Spiele                                           | — | — | — | Erstveröffentlichung: 14. Juni 2018                                              |
| 2018 | Heimdall Brot und Spiele (Deluxe-Edition)                          | — | — | — | Erstveröffentlichung: 28. Juni 2018                                              |
| 2018 | We Drink Your Blood The Sacrament of Sin (Deluxe Mediabook)        | — | — | — | Erstveröffentlichung: 13. Juli 2018 Original: Powerwolf                          |
| 2018 | Dorn im Ohr Brot und Spiele                                        | — | — | — | Erstveröffentlichung: 19. Juli 2018                                              |
| 2018 | Spur des Lebens Brot und Spiele                                    | — | — | — | Erstveröffentlichung: 9. August 2018                                             |
| 2019 | Brot und Spiele (Krawall Live) Brot und Spiele – Klassik & Krawall | — | — | — | Erstveröffentlichung: 8. Februar 2019                                            |
| 2019 | Europa (Klassik) Brot und Spiele – Klassik & Krawall               | — | — | — | Erstveröffentlichung: 22. Februar 2019                                           |
| 2019 | Ich werde Wind (Klassik) Brot und Spiele – Klassik & Krawall       | — | — | — | Erstveröffentlichung: 1. März 2019                                               |
| 2019 | Sie tanzt allein (Klassik) Brot und Spiele – Klassik & Krawall     | — | — | — | Erstveröffentlichung: 15. März 2019                                              |
| 2020 | Neustart für den Sommer Für immer frei                             | — | — | — | Erstveröffentlichung: 5. Juni 2020                                               |
| 2020 | Loki Für immer frei                                                | — | — | — | Erstveröffentlichung: 10. Juli 2020                                              |
| 2020 | Für immer jung Für immer frei                                      | — | — | — | Erstveröffentlichung: 7. August 2020                                             |
| 2020 | Löwenherz Für immer frei                                           | — | — | — | Erstveröffentlichung: 11. September 2020                                         |
| 2020 | Mittelfinger Richtung Zukunft Für immer frei                       | — | — | — | Erstveröffentlichung: 2. Oktober 2020 feat. Swiss & Die Andern & Henning Wehland |
| 2021 | My Mother Told Me Für immer frei (Unsere-Zeit-Edition)             | — | — | — | Erstveröffentlichung: 18. Juni 2021                                              |
| 2021 | Besorgter Bürger / Schrei nach Liebe* (Live) –                     | — | — | — | Erstveröffentlichung: 30. Juli 2021 * Original: Die Ärzte                        |
| 2021 | Nie allein Für immer frei (Unsere-Zeit-Edition)                    | — | — | — | Erstveröffentlichung: 6. August 2021                                             |
| 2022 | The Dragonborn Comes –                                             | — | — | — | Erstveröffentlichung: 10. Februar 2022 mit Lara Loft; Original: Malukah          |
| 2022 | Pray to the Hunter –                                               | — | — | — | Erstveröffentlichung: 10. Juni 2022                                              |
| 2022 | Wir woll’n nach Valhalla –                                         | — | — | — | Erstveröffentlichung: 4. August 2022                                             |
| 2022 | Alive Now –                                                        | — | — | — | Erstveröffentlichung: 2. September 2022                                          |
| 2022 | Odins Raben –                                                      | — | — | — | Erstveröffentlichung: 14. Oktober 2022                                           |
| 2023 | Taugenichts –                                                      | — | — | — | Erstveröffentlichung: 24. März 2023                                              |
| 2024 | Finsterwacht                                                       | — | — | — | Erstveröffentlichung: 1. März 2024 feat. Blind Guardian                          |
| 2024 | Schwarzer Strand Finsterwacht                                      | — | — | — | Erstveröffentlichung: 5. April 2024 feat. Faun                                   |
| 2024 | Feuer und Erz Finsterwacht                                         | — | — | — | Erstveröffentlichung: 26. April 2024                                             |
| 2024 | Der Himmel muss warten Finsterwacht                                | — | — | — | Erstveröffentlichung: 10. Mai 2024                                               |
| 2024 | Darkenguard Finsterwacht (Feuer und Erz Edition)                   | — | — | — | Erstveröffentlichung: 12. Juli 2024 feat. Blind Guardian                         |
| 2024 | Fire & Ore Finsterwacht (Feuer und Erz Edition)                    | — | — | — | Erstveröffentlichung: 30. August 2024 feat. Brothers of Metal                    |
| 2024 | Vogelfrei Finsterwacht                                             | — | — | — | Erstveröffentlichung: 4. Oktober 2024                                            |
| 2024 | Don’t Worry It’s Christmas –                                       | — | — | — | Erstveröffentlichung: 1. November 2024                                           |
| 2024 | We Might Be Giants (Live) Finsterwacht (Feuer und Erz Edition)     | — | — | — | Erstveröffentlichung: 22. November 2024                                          |
| 2025 | Spielmannsschwur (United) Weltenwanderer – Von Träumen und Krawall | — | — | — | Erstveröffentlichung: 16. Mai 2025 feat. Verschiedene Interpreten                |

### Als Gastmusiker
| Jahr | Titel Album                                           | Höchstplatzierung, Gesamtwochen, AuszeichnungChartplatzierungen (Jahr, Titel, Album, Platzierungen, Wochen, Auszeichnungen, Anmerkungen) | Höchstplatzierung, Gesamtwochen, AuszeichnungChartplatzierungen (Jahr, Titel, Album, Platzierungen, Wochen, Auszeichnungen, Anmerkungen) | Höchstplatzierung, Gesamtwochen, AuszeichnungChartplatzierungen (Jahr, Titel, Album, Platzierungen, Wochen, Auszeichnungen, Anmerkungen) | Anmerkungen |
| Jahr | Titel Album                                           | DE | AT | CH | Anmerkungen |
| ---- | ----------------------------------------------------- | --- | --- | --- | --- |
| 2020 | Kaufmann und Maid Feuer & Flamme (Helden Edition)     | — | — | — | Erstveröffentlichung: 13. November 2020 mit Sasha, Feuerschwanz, Subway to Sally, Tanzwut, dArtagnan & Patty Gurdy                         |
| 2021 | Veitstanz (Live) Eisheilige Nacht: Back to Lindenpark | — | — | — | Erstveröffentlichung: 6. April 2021 Subway to Sally feat. Chris Harms, Feuerschwanz, Patty Gurdy, MajorVoice, Saltatio Mortis & Schandmaul |
| 2021 | Hypa Hypa MMXX (Hypa Hypa Edition)                    | DE— aDE | — | — | Erstveröffentlichung: 30. April 2021 Eskimo Callboy feat. Saltatio Mortis                                                                  |
| 2021 | Pack Die Tanzwut kehrt zurück                         | — | — | — | Erstveröffentlichung: 14. Mai 2021 Tanzwut feat. Saltatio Mortis                                                                           |
| 2021 | Schildmaid (Live) Die letzte Schlacht                 | — | — | — | Erstveröffentlichung: 5. Juli 2021 Feuerschwanz feat. Saltatio Mortis                                                                      |
| 2021 | Good Life Not the End of the Road                     | — | — | — | Erstveröffentlichung: 2. November 2021 Kissin’ Dynamite feat. Saltatio Mortis, Charlotte Wessels & Guernica Mancini                        |
| 2022 | It’s Raining Beer Lang lebe der Hass                  | — | — | — | Erstveröffentlichung: 2. September 2022 Hämatom feat. Saltatio Mortis                                                                      |
| 2022 | Keine Regeln Dorfdisko zwei                           | — | — | — | Erstveröffentlichung: 15. Dezember 2022 Finch feat. Saltatio Mortis                                                                        |
| 2023 | Stop the War (Fight for Love) –                       | — | — | — | Erstveröffentlichung: 7. April 2023 als Teil von Rockers United                                                                            |
| 2024 | Brüder Ich liebe Menschen                             | — | — | — | Erstveröffentlichung: 2. Februar 2024 Bülent Ceylan feat. Saltatio Mortis                                                                  |
| 2024 | Verlorene Träume Dämmerland                           | — | — | — | Erstveröffentlichung: 6. September 2024 Dämmerland feat. Saltatio Mortis                                                                   |
| 2025 | Erzähl es meinem Mittelfinger Für Dich                | — | — | — | Erstveröffentlichung: 17. Januar 2025 Hämatom feat. Saltatio Mortis                                                                        |

## Videoalben und Musikvideos

### Videoalben
| Jahr | Titel Musiklabel                                                                       | Höchstplatzierung, Gesamtwochen, AuszeichnungChartplatzierungen (Jahr, Titel, Musiklabel, Platzierungen, Wochen, Auszeichnungen, Anmerkungen) | Höchstplatzierung, Gesamtwochen, AuszeichnungChartplatzierungen (Jahr, Titel, Musiklabel, Platzierungen, Wochen, Auszeichnungen, Anmerkungen) | Höchstplatzierung, Gesamtwochen, AuszeichnungChartplatzierungen (Jahr, Titel, Musiklabel, Platzierungen, Wochen, Auszeichnungen, Anmerkungen) | Anmerkungen                                                                        |
| Jahr | Titel Musiklabel                                                                       | DE | AT | CH | Anmerkungen                                                                        |
| ---- | -------------------------------------------------------------------------------------- | --- | --- | --- | ---------------------------------------------------------------------------------- |
| 2011 | 10 Jahre Wild und Frei Napalm Records                                                  | DE*DE | — | — | Erstveröffentlichung: 1. April 2011 * Verkäufe werden dem Livealbum hinzuaddiert   |
| 2013 | Provocatio: Live auf dem Mittelaltermarkt Napalm Records                               | DE46 (1 Wo.)DE | — | — | Erstveröffentlichung: 13. Dezember 2013                                            |
| 2016 | Zirkus Zeitgeist – Live aus der Großen Freiheit Napalm Records • Vertigo Records (UMG) | DE*DE | — | — | Erstveröffentlichung: 1. April 2016 * Verkäufe werden dem Studioalbum hinzuaddiert |

### Musikvideos
| Jahr | Titel                         | Regie                                               |
| ---- | ----------------------------- | --------------------------------------------------- |
| 2009 | Ebenbild                      | Dirk Weiler                                         |
| 2009 | Letzte Worte                  | Dirk Weiler                                         |
| 2011 | Daedalus (Live)               |                                                     |
| 2011 | Hochzeitstanz                 |                                                     |
| 2013 | Wachstum über alles           | Oliver Sommer                                       |
| 2013 | Früher war alles besser       | Oliver Sommer                                       |
| 2015 | Wo sind die Clowns?           | David Aufdembrinke, Markus Gerwinat                 |
| 2018 | Große Träume                  | David Aufdembrinke                                  |
| 2018 | Brunhild                      |                                                     |
| 2018 | Spur des Lebens               |                                                     |
| 2020 | Loki                          |                                                     |
| 2020 | Für immer jung                | Fabian Weigele                                      |
| 2020 | Löwenherz                     | Robin Biesenbach, Timo Gleichmann, Simon Volz       |
| 2020 | Mittelfinger Richtung Zukunft | Fabian Weigele                                      |
| 2020 | Kaufmann und Maid             | Robin Biesenbach, Simon Volz                        |
| 2021 | Hypa Hypa                     | Oliver Schillo, Pascal Schillo                      |
| 2021 | Pack                          | Daniel Priess                                       |
| 2021 | My Mother Told Me             | Robin Biesenbach, Simon Volz                        |
| 2021 | Nie allein                    | Robin Biesenbach, Simon Volz                        |
| 2021 | Good Life                     | Mirko Witzki                                        |
| 2021 | Warriors of the World United  |                                                     |
| 2022 | The Dragonborn Comes          | Robin Biesenbach, Simon Volz                        |
| 2022 | Königsgarde                   | Jörg Kundinger, Matthias Pracht                     |
| 2022 | Pray to the Hunter            | Robin Biesenbach, Simon Volz                        |
| 2022 | Alive Now                     | Robin Biesenbach, Simon Volz                        |
| 2022 | Keine Regeln                  | Ben Baumgarten, Cihan Bilgin                        |
| 2023 | Taugenichts                   | Simon Volz                                          |
| 2023 | Stop the War (Fight for Love) |                                                     |
| 2024 | Finsterwacht                  | Christian Stadach                                   |
| 2024 | Schwarzer Strand              | Mirko Witzki                                        |
| 2024 | Feuer und Erz                 | Sebastin Baare, Nils Lesser                         |
| 2024 | We Might Be Giants            | Christian Barz (Original) Ingmar Wein (Liveversion) |
| 2024 | Darkenguard                   | Christian Stadach                                   |
| 2024 | Verlorene Träume              |                                                     |
| 2024 | Vogelfrei                     | Ingmar Wein                                         |
| 2024 | Don’t Worry It’s Christmas    | Aimed & Framed                                      |
| 2025 | Erzähl es meinem Mittelfinger |                                                     |
| 2025 | Spielmannsschwur (United)     | Tamara Llenas                                       |

## Boxsets
| Jahr | Titel Musiklabel                                             | Höchstplatzierung, Gesamtwochen, AuszeichnungChartplatzierungen (Jahr, Titel, Musiklabel, Platzierungen, Wochen, Auszeichnungen, Anmerkungen) | Höchstplatzierung, Gesamtwochen, AuszeichnungChartplatzierungen (Jahr, Titel, Musiklabel, Platzierungen, Wochen, Auszeichnungen, Anmerkungen) | Höchstplatzierung, Gesamtwochen, AuszeichnungChartplatzierungen (Jahr, Titel, Musiklabel, Platzierungen, Wochen, Auszeichnungen, Anmerkungen) | Anmerkungen                         |
| Jahr | Titel Musiklabel                                             | DE | AT | CH | Anmerkungen                         |
| ---- | ------------------------------------------------------------ | --- | --- | --- | ----------------------------------- |
| 2025 | Weltenwanderer – Von Träumen und Krawall We Love Music (UMG) | DE5 (… Wo.)DE | AT44 (… Wo.)AT | — | Erstveröffentlichung: 25. Juli 2025 |

## Promoveröffentlichungen
| Jahr | Titel Album                                         | Anmerkungen |
| ---- | --------------------------------------------------- | --- |
| 2005 | Salz der Erde Des Königs Henker                     | Erstveröffentlichung: 2005                                                                                                 |
| 2007 | Aus der Asche/Clubsingle Aus der Asche              | Erstveröffentlichung: 31. August 2007                                                                                      |
| 2009 | Wer Wind sæt                                        | Erstveröffentlichung: 2009                                                                                                 |
| 2011 | Sturm aufs Paradies                                 | Erstveröffentlichung: 2011                                                                                                 |
| 2021 | Warriors of the World United Die glorreichen Sieben | Erstveröffentlichung: 6. Dezember 2021 Feuerschwanz feat. Melissa Bonny, Angus McFife & Saltatio Mortis; Original: Manowar |
| 2022 | Königsgarde Knüppel aus dem Sack                    | Erstveröffentlichung: 13. April 2022 Schandmaul feat. Saltatio Mortis & Feuerschwanz                                       |

## Sonderveröffentlichungen

### Lieder
| Jahr | Titel Album                                           | Anmerkungen |
| ---- | ----------------------------------------------------- | --- |
| 2004 | Besessen :Duett                                       | Erstveröffentlichung: 23. September 2004 ASP feat. Saltatio Mortis                                                                         |
| 2006 | Schicksalsrad Seelenfänger                            | Erstveröffentlichung: 6. November 2006 Spielbann feat. Saltatio Mortis                                                                     |
| 2013 | Bitte schlag mich Bitte Schlag Mich – EP              | Erstveröffentlichung: 27. September 2013 Ost+Front feat. Saltatio Mortis                                                                   |
| 2013 | Seligkeit Nimmermehr – Tour Edition                   | Erstveröffentlichung: 22. November 2013 Mono Inc. feat. Saltatio Mortis                                                                    |
| 2018 | Ein Wort fliegt wie ein Stein Akephalos               | Erstveröffentlichung: 27. Juli 2018 Unzucht feat. Saltatio Mortis                                                                          |
| 2021 | Kaufmann und Maid Feuer & Flamme (Helden Edition)     | Erstveröffentlichung: 26. März 2021 mit Sasha, Feuerschwanz, Subway to Sally, Tanzwut, dArtagnan & Patty Gurdy                             |
| 2021 | Hypa Hypa MMXX (Hypa Hypa Edition)                    | Erstveröffentlichung: 21. Mai 2021 Eskimo Callboy feat. Saltatio Mortis                                                                    |
| 2021 | Pack Die Tanzwut kehrt zurück                         | Erstveröffentlichung: 28. Mai 2021 Tanzwut feat. Saltatio Mortis                                                                           |
| 2021 | Veitstanz (Live) Eisheilige Nacht: Back to Lindenpark | Erstveröffentlichung: 18. Juni 2021 Subway to Sally feat. Chris Harms, Feuerschwanz, Patty Gurdy, MajorVoice, Saltatio Mortis & Schandmaul |
| 2021 | Schildmaid (Live) Die letzte Schlacht                 | Erstveröffentlichung: 6. August 2021 Feuerschwanz feat. Saltatio Mortis                                                                    |
| 2021 | Warriors of the World United Die glorreichen Sieben   | Erstveröffentlichung: 6. Dezember 2021 Feuerschwanz feat. Melissa Bonny, Angus McFire & Saltatio Mortis; Original: Manowar                 |
| 2022 | Good Life Not the End of the Road                     | Erstveröffentlichung: 21. Januar 2022 Kissin’ Dynamite feat. Saltatio Mortis, Charlotte Wessels & Guernica Mancini                         |
| 2022 | Königsgarde Knüppel aus dem Sack                      | Erstveröffentlichung: 13. April 2022 Schandmaul feat. Saltatio Mortis & Feuerschwanz                                                       |
| 2022 | It’s Raining Beer Lang lebe der Hass                  | Erstveröffentlichung: 4. November 2022 Hämatom feat. Saltatio Mortis                                                                       |
| 2023 | Keine Regeln Dorfdisko zwei                           | Erstveröffentlichung: 20. April 2023 Finch feat. Saltatio Mortis                                                                           |
| 2024 | Brüder Ich liebe Menschen                             | Erstveröffentlichung: 1. März 2024 Bülent Ceylan feat. Saltatio Mortis                                                                     |
| 2024 | Verlorene Träume Dämmerland                           | Erstveröffentlichung: 22. November 2024 Dämmerland feat. Saltatio Mortis                                                                   |
| 2025 | Erzähl es meinem Mittelfinger Für Dich                | Erstveröffentlichung: 24. Januar 2025 Hämatom feat. Saltatio Mortis                                                                        |

| Jahr | Titel Album/Veröffentlichungsmedium                                  | Anmerkungen |
| ---- | -------------------------------------------------------------------- | --- |
| 2012 | Traum vom Tod II XX – Eisheilige Nacht (Subway-to-Sally-Tributalbum) | Erstveröffentlichung: 14. Dezember 2012 Original: Subway to Sally                                                                |
| 2013 | Geisterschiff (Live) Schandmauls YouTube-Kanal                       | Erstveröffentlichung: 23. Dezember 2013 Original: Schandmaul; Liveversion vom Schandmaul-Jubiläumsfestival am Kölner Tanzbrunnen |
| 2020 | We Drink Your Blood The Sacrament of Sin (Deluxe Mediabook)          | Erstveröffentlichung: 20. Juli 2018 Original: Powerwolf                                                                          |

### Videoaufnahmen
| Jahr | Titel Musiklabel                                    | Anmerkungen                                                                           |
| ---- | --------------------------------------------------- | ------------------------------------------------------------------------------------- |
| 2009 | Wer Wind sæt (Limited-Edition) Napalm Records       | Erstveröffentlichung: 28. August 2009 Beilage zu Wer Wind sæt                         |
| 2011 | Sturm aufs Paradies (Deluxe-Edition) Napalm Records | Erstveröffentlichung: 2. September 2011 Beilage zu Sturm aufs Paradies                |
| 2013 | Das Schwarze IxI (Limited-Edition) Napalm Records   | Erstveröffentlichung: 16. August 2013 Beilage zu Das Schwarze IxI                     |
| 2021 | Ein Traum von Freiheit Vertigo Records (UMG)        | Erstveröffentlichung: 27. August 2021 Beilage zu Für immer frei (Unsere-Zeit-Edition) |

| Jahr | Titel Veröffentlichungsmedium                    | Anmerkungen                                                                              |
| ---- | ------------------------------------------------ | ---------------------------------------------------------------------------------------- |
| 2014 | Wacken 2014 Saltatio Mortis Full Concert YouTube | Erstveröffentlichung: 3. August 2014 Livekonzert vom 1. August 2014 beim Wacken Open Air |

## Statistik

### Chartauswertung
Die folgende Aufstellung beinhaltet eine Übersicht über die Charterfolge von Saltatio Mortis in den Album- und Singlecharts. In Deutschland besteht die Besonderheit, dass Videoalben sich ebenfalls in den Albumcharts platzieren, in den weiteren Ländern stammen die Chartangaben aus den Musik-DVD-Charts.
|                     | DE     | AT    | CH    |
| ------------------- | ------ | ----- | ----- |
| Nummer-eins-Alben   | DE5DE  | AT—AT | CH—CH |
| Top-10-Alben        | DE9DE  | AT3AT | CH1CH |
| Alben in den Charts | DE15DE | AT8AT | CH6CH |

|                       | DE    | AT    | CH    |
| --------------------- | ----- | ----- | ----- |
| Nummer-eins-Singles   | DE—DE | AT—AT | CH—CH |
| Top-10-Singles        | DE—DE | AT—AT | CH—CH |
| Singles in den Charts | DE1DE | AT—AT | CH—CH |

### Auszeichnungen für Musikverkäufe
Anmerkung: Auszeichnungen in Ländern aus den Charttabellen bzw. Chartboxen sind in ebendiesen zu finden.
| Land/RegionAuszeichnungen für Musikverkäufe (Land/Region, Auszeichnungen, Verkäufe, Quellen) | Gold  | Platin | Verkäufe | Quellen           |
| -------------------------------------------------------------------------------------------- | ----- | ------ | -------- | ----------------- |
| Deutschland (BVMI)                                                                           | Gold1 | —      | 100.000  | musikindustrie.de |
| Insgesamt                                                                                    | Gold1 | —      |          |                   |